# Organisation judiciaire au Cameroun
Cette page décrit l’organisation judiciaire au Cameroun.

## Organisation
D’après la nouvelle constitution de 1972 et sa révision de 1996, la justice est rendue « au nom du peuple camerounais » par :
- les juridictions de droit traditionnel ;
- les tribunaux de première instance ;
- les tribunaux de grande instance ;
- les tribunaux militaires ;
- les cours d’appel ;
- la cour de sûreté de l’État ;
- la haute cour de justice ;
- la Cour suprême.
- le Conseil Constitutionnel

## Principes
Les principaux principes du système judiciaire camerounais énoncés dans le préambule de la constitution sont :
- égalité devant la justice ;
- non-rétroactivité des lois ;
- présomption d’innocence.

## Critiques du système judiciaire
Dans un audit publié en 2003, les auditeurs du cabinet Ducharme Stein Monast/Berlioz consulting & Co notent les aspects suivants :
- corruption, conséquence de la faible rémunération des magistrats ;
- concentrations des avocats sur Douala et Yaoundé ;
- manque d’indépendance de la justice du pouvoir exécutif ;
- conseil supérieur de la magistrature sans pouvoir propre ;
- encombrement des tribunaux de Douala et Yaoundé faute de magistrats.